# Wings (Bonnie Tyler)
Wings è il quindicesimo album in studio della cantante gallese Bonnie Tyler, pubblicato nel 2005.

## Tracce
1. Louise – 3:45
2. Celebrate – 2:55
3. Driving Me Crazy – 3:20
4. Hold Out Your Heart – 3:52
5. Run Run Run – 3:26
6. Wings – 4:02
7. It's a Heartache (New version) – 3:19
8. Stand Up – 3:32
9. Crying in Berlin – 3:34
10. Total Eclipse of the Heart (New version) – 3:50
11. I'll Stand by You (con Lorraine Crosby) – 4:17
12. All I Need Is Love – 4:46
13. I Won't Look Back – 3:35
14. Streets of Stone – 3:27
15. Chante avec moi – 2:55
16. Louise (Il est mon homme) – 3:45